# Polyptychus modesta
Polyptychus modesta är en fjärilsart som beskrevs av Fabricius 1793. Polyptychus modesta ingår i släktet Polyptychus och familjen svärmare. Inga underarter finns listade i Catalogue of Life.